# 石川県立野球場
石川県立野球場（いしかわけんりつやきゅうじょう）は、石川県金沢市の西部緑地公園にある野球場。1974年供用開始。施設は石川県が所有し、一般財団法人石川県県民ふれあい公社が指定管理者として運営管理を行っている。

## 歴史
1972年、金沢市北西郊外で整備が進められていた西部緑地公園内に石川県産業展示館が建設され、翌1973年にはこの展示館を中心に「日本海博覧会」が開催された。県立野球場は博覧会終了後の1974年に完成。なお、前年まで市内中心部にあった石川県営兼六園野球場は閉鎖、撤去された。西部緑地公園には以後、陸上競技場、テニスコートなどが整備された。
1981年6月にナイター設備が追加設置された。6基の照明塔は兼六園の徽軫灯籠（ことじどうろう）を模してデザインされており、鉄塔は「X」の字になっている。1993年にはスコアボードが磁気反転式に入れ替えられた。
開場以来、石川県内の高校野球公式戦の主会場として使用されている。
2007年からはBCリーグの石川ミリオンスターズ公式戦の主会場として使用され、グランドチャンピオンシップを含むポストシーズンゲームもすべて当球場で開催されていた。しかし、2013年は地区チャンピオンシップのみの開催となる（リーグチャンピオンシップは小松市の弁慶スタジアム、グランドチャンピオンシップは金沢市民野球場で開催）。2014年以降は石川がホームのポストシーズンゲームはすべて金沢市民野球場での開催となり、公式戦試合数でも2015年以降は金沢市民野球場が全試合の過半数を占め、主たる開催球場の座を譲った。2018年は当球場での公式戦が開催されず、発足以来続いた開催が11年で途絶えた。2019年にはリーグの「公式戦開催球場」のリストにも掲載されなかった。2020年は3年ぶりに2試合（ダブルヘッダー）が実施された。2021年は再び開催がなかったが、チームが日本海オセアンリーグに移った2022年の試合日程では、石川のホームゲーム2試合（そのほか「セントラル開催方式」に伴う他県本拠地球団のホームゲーム2試合）が実施された。
その他にプロ野球公式戦も毎年2〜3試合が開催されている。地元新聞に中日新聞系の北陸中日新聞があることから、中日ドラゴンズが「北陸シリーズ」として富山市民球場アルペンスタジアムもしくは福井県営球場との2連戦を主催公式戦を開催しているほか、2005年までは千葉ロッテマリーンズが北國新聞社との共催で主催公式戦を開催していた。また、2008年8月6日には1993年6月9日のヤクルトスワローズ戦開催以来、15年ぶりに読売ジャイアンツの主催試合が開催された。
一時期、中日主管試合の「北陸シリーズ」は、日本生命セ・パ交流戦の試合が組まれることが多かった。
球場の観客収容人数は17,000人。両翼は91.5mでプロ野球規格99.06mに届いておらず、野球関係者から球場の狭さと老朽化が指摘されてきた。プロの試合では得点の取り合い（乱戦）になるケースがしばしばある。
2021年2月、石川県は2021年度から球場の建て替えの検討に入り、同年9月の補正予算案に基本構想の予算を計上することを明らかにした。

## 主なエピソード
- 1993年6月9日、読売ジャイアンツ対ヤクルトスワローズ11回戦は、0-0で迎えた9回裏2死伊藤智仁から篠塚和典が初球を右翼席へサヨナラ本塁打を放ち、1対0で巨人が勝利。伊藤はセ・リーグタイ記録の16奪三振ながら敗戦投手[7]。
- 1995年6月28日、千葉ロッテマリーンズ対西武ライオンズ戦では平野謙が満塁でライト前へ落ちる飛球を放ち、スタートの遅れた三塁走者インカビリアがホーム突入（本塁フォースアウトでライトゴロ）時に捕手の伊東勤に手を伸ばして落球させて二塁走者を生還させたことで激昂、インカビリアも応戦したことから両チーム乱闘に発展する騒ぎを起こしている（守備妨害で得点なし）。
- 2001年5月24日、中日ドラゴンズ対阪神タイガース10回戦は2対0で中日が勝利し、中日の先発の野口茂樹が被安打1、セ・リーグタイの16奪三振を記録した[8]。
- 2008年5月14日、広島東洋カープ対阪神タイガース戦では阪神の新井貴浩は広島の大竹寛から本塁打を放ち、史上10人目の全球団から本塁打を達成している[9]。
- 2009年6月16日、中日ドラゴンズ対福岡ソフトバンクホークス戦でソフトバンクが4対2で勝ち、2年連続の交流戦優勝を決めている[10][11]。
- 2014年6月30日、球場入口近くの休憩所で身元不明の男性の死体が発見された[12]。なお、翌7月1日に中日ドラゴンズ対横浜DeNAベイスターズ戦が開催予定だったが予定通り開催された[12]。試合は、12対4で中日が勝利[13]。また、DeNA先発の山口俊がプロ初本塁打を放った[14]。
- 2014年9月13日、石川ミリオンスターズ対福井ミラクルエレファンツ戦の観客動員が1万5877人で、日本独立リーグ史上最多動員を記録した[15]。
- 2025年5月28日に行われたプロ野球北陸シリーズ第２戦の読売ジャイアンツ対広島東洋カープ第11戦の1-1で迎えた1回裏2死大瀬良大地からトレイ・キャベッジがカウント2-1からNPB通算110000号のソロホームランを記録。この試合の勝利打点となった。

## 施設概要
- 両翼91.5m、中堅122m
- 内野：クレー、外野：天然芝
- 照明設備：6基
- 収容人員：17,126人（内野：ネット裏＝セパレート席、1・3塁側＝ベンチ席、外野：コンクリート階段）
- スコアボード：磁気反転式（LED式フリーボード、打率・本塁打数、風速表示、球速表示あり）
- ダッグアウト：ホーム（1塁側）・ビジター（3塁側）

## 交通
- 金沢駅より北鉄金沢バスの下記系統を利用
  - 西口7番線から「52 済生会病院・下安原」行で「袋畠西部緑地公園」下車徒歩5分
  - 東口11番線から「56 済生会病院」行で「西部緑地公園」下車すぐ、「51 みどり・打木」「54 上安原」行で「松島北」下車徒歩10分
    - プロ野球公式戦等開催時は、臨時バスの運行あり
- 北陸自動車道・金沢西インターチェンジより約5分